# Ferme du Caillou
La Ferme du Caillou est la ferme dans laquelle fut établi le dernier Quartier général de Napoléon la veille de la bataille de Waterloo.
Elle abrite un musée provincial connu sous le nom de Musée du Caillou qui constitue le seul musée napoléonien de Belgique,.
Ce musée abrite des pièces uniques, comme le lit de camp de l'Empereur ou la table utilisée à l'époque.
Il est géré par la Province du Brabant wallon, qui gère également sur le site de la bataille des monuments comme la colonne Victor Hugo et l'Aigle blessé.

## Localisation
La Ferme du Caillou se situe au hameau du Caillou à Vieux-Genappe, section de la commune belge de Genappe dans la province du Brabant wallon.
Elle se trouve à 4 km au sud du Lion de Waterloo, au numéro 66 de la chaussée de Bruxelles qui relie Genappe à Braine-l'Alleud et Waterloo.

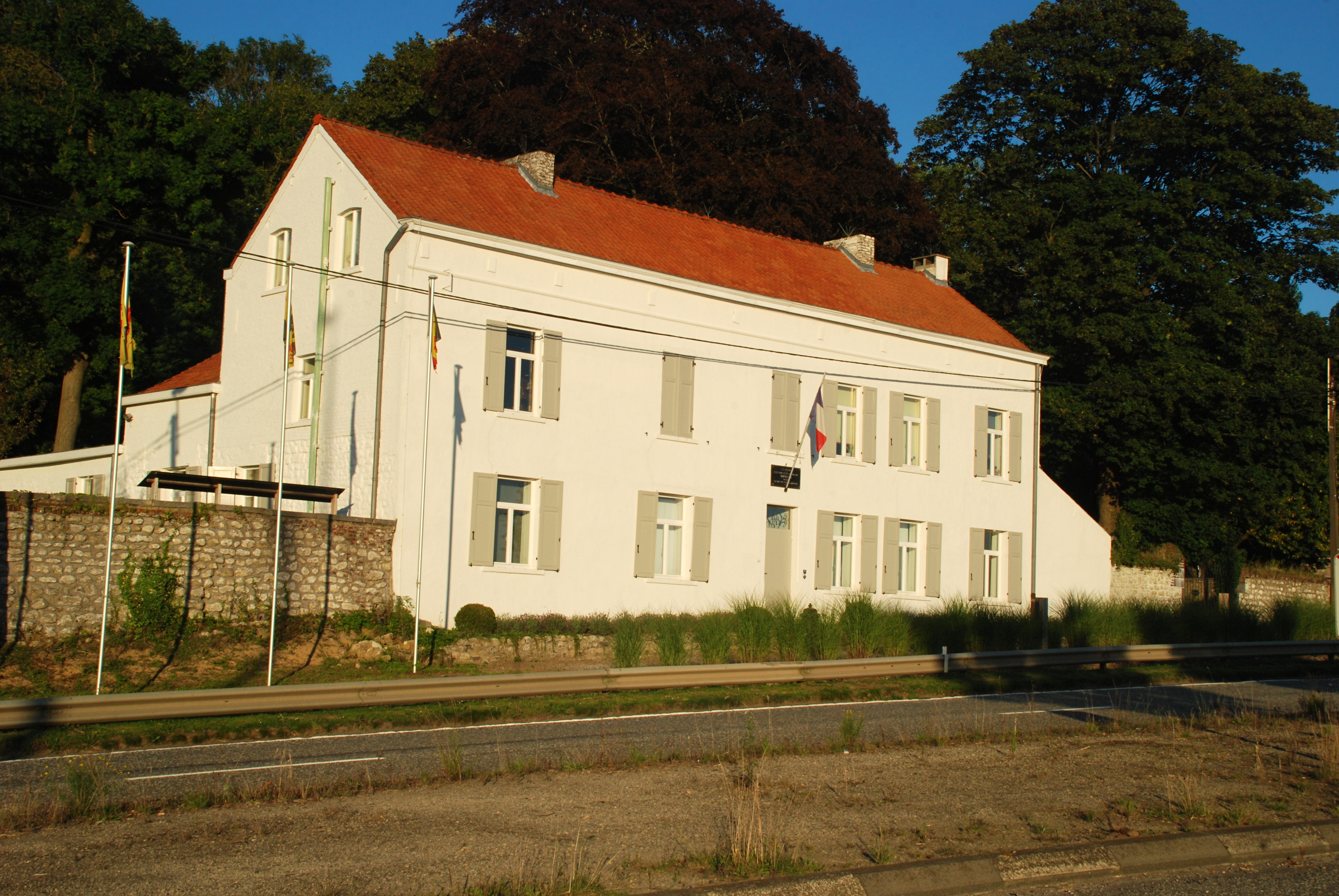
Le musée vu de l'ouest.

## Historique

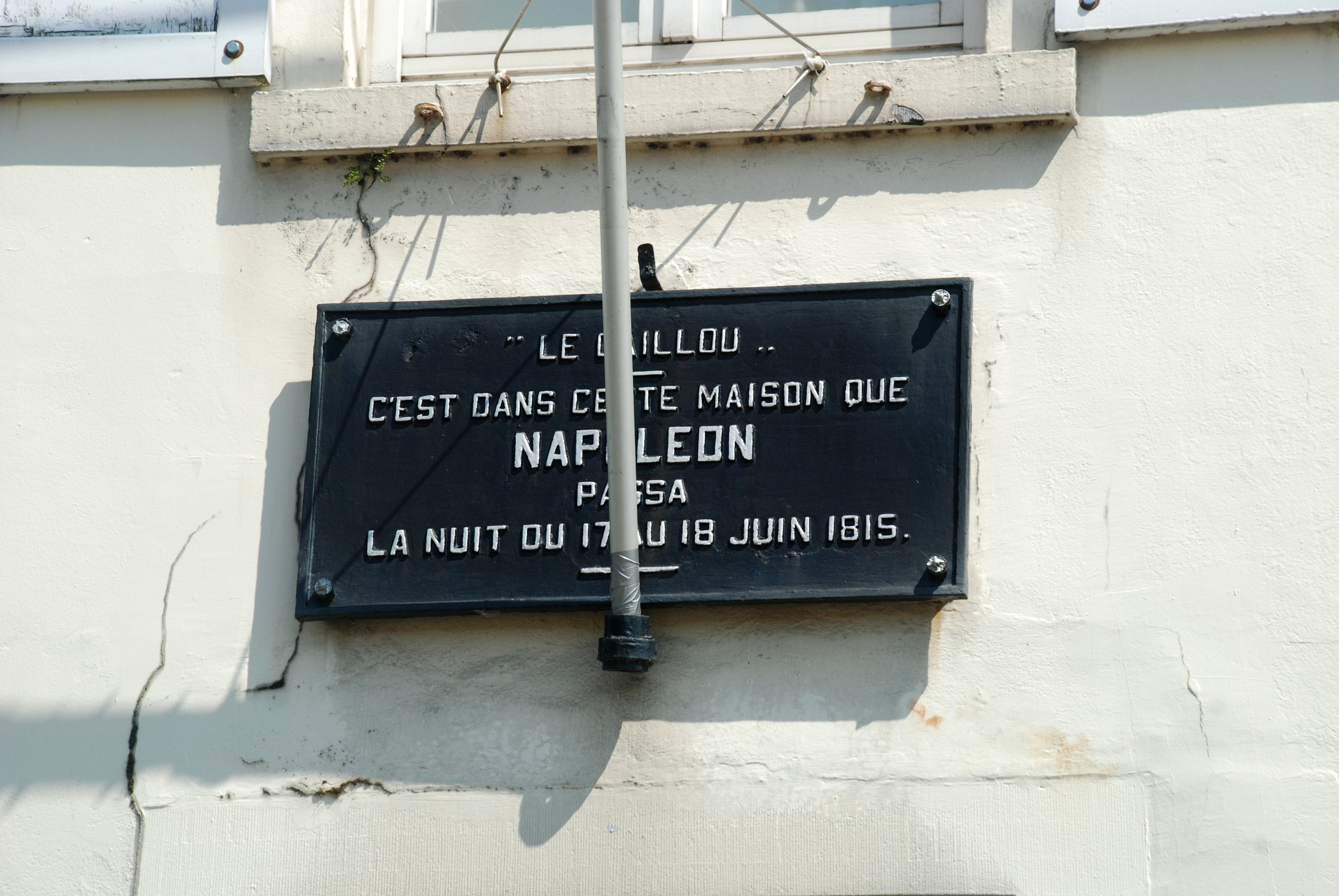
La plaque apposée au-dessus de la porte.

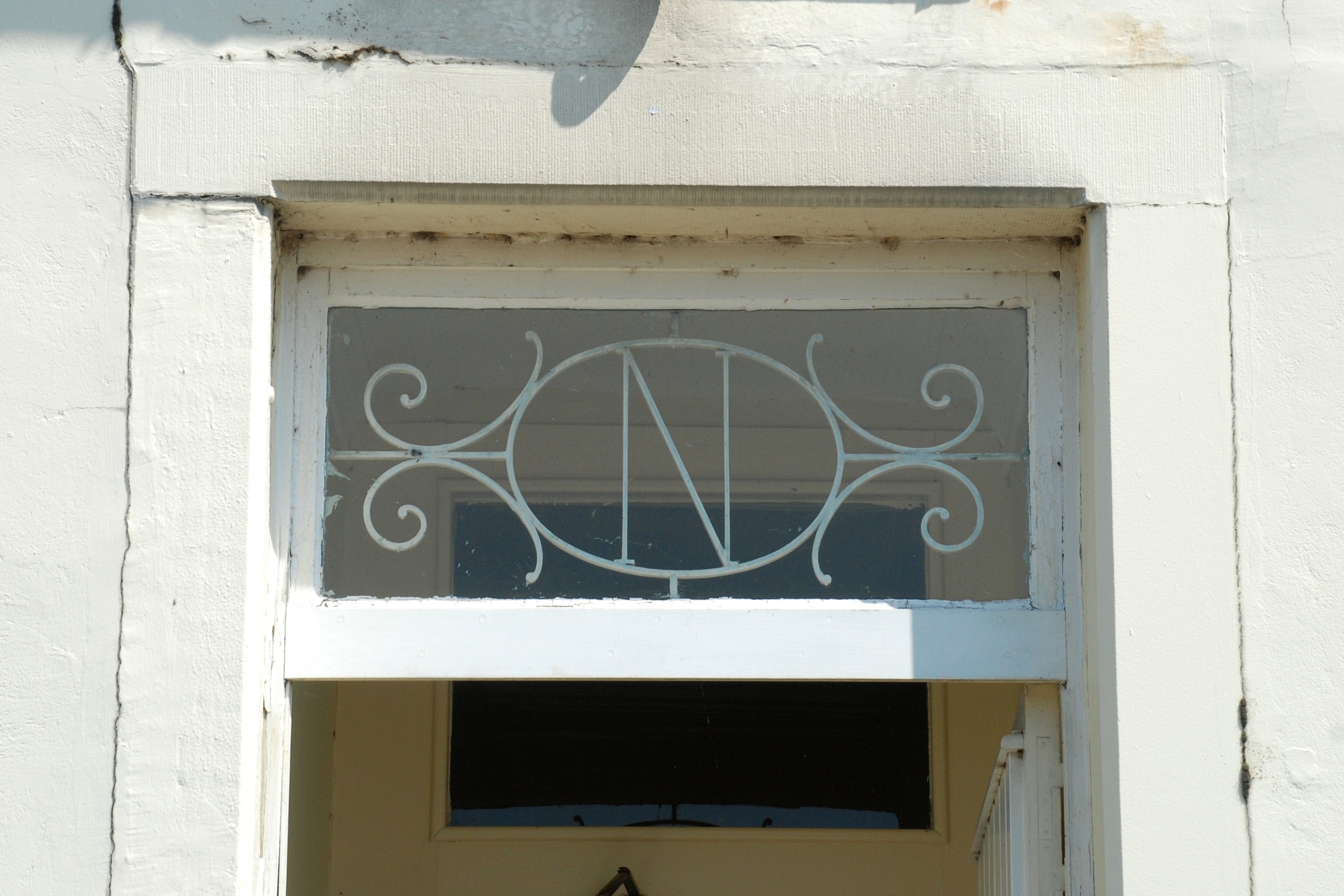
La fenêtre d'imposte frappée de la lettre N.

La ferme du Caillou est, à l'origine, une exploitation rurale construite en 1757.
Après sa victoire contre les Prussiens lors de la bataille de Ligny le 16 juin 1815, Napoléon Ier installe son dernier Quartier général à la ferme du Caillou le 17 juin. Il y passe la nuit et y établit ses plans de bataille pour la bataille de Waterloo le matin du 18 juin 1815. La ferme est ravagée par un incendie le matin du 18 juin 1815, les Prussiens ayant mis le feu dans une grange qui y attenait.
Le propriétaire de 1815, le fermier Henri Boucquéau, vend la ferme à Jean-Joseph Aubry de Vieux-Genappe. Celui-ci la restaure et l'aménage en estaminet. La propriété est ensuite revendue en 1823. 
En 1862, la ferme est vendue à Émile Coulon, architecte provincial du Brabant, qui transforme le bâtiment en 1889, lui conférant son aspect actuel.
La veuve de l'architecte vend la ferme en 1905 à la comtesse de Villegas dont le mari, l'historien Lucien Laudy, rassemble dans la ferme une collection de souvenirs militaires et érige dans le jardin un petit ossuaire en briques.
En 1951, à la mort de l'historien, la ferme passe à la Société belge d'études napoléoniennes (SBEN) qui aménage le bâtiment (restauré depuis la bataille) en musée napoléonien.
La même année, plus précisément le 14 juin 1951, la ferme, son jardin et ses dépendances sont classés comme monument historique.
Le musée est géré par la province de Brabant à partir de 1972, puis par la province du Brabant wallon après l'éclatement de la province de Brabant en 1995.
En 2015, le Dernier Quartier général de Napoléon est modernisé à l'occasion du bicentenaire de 1815,.

## Description

### Architecture

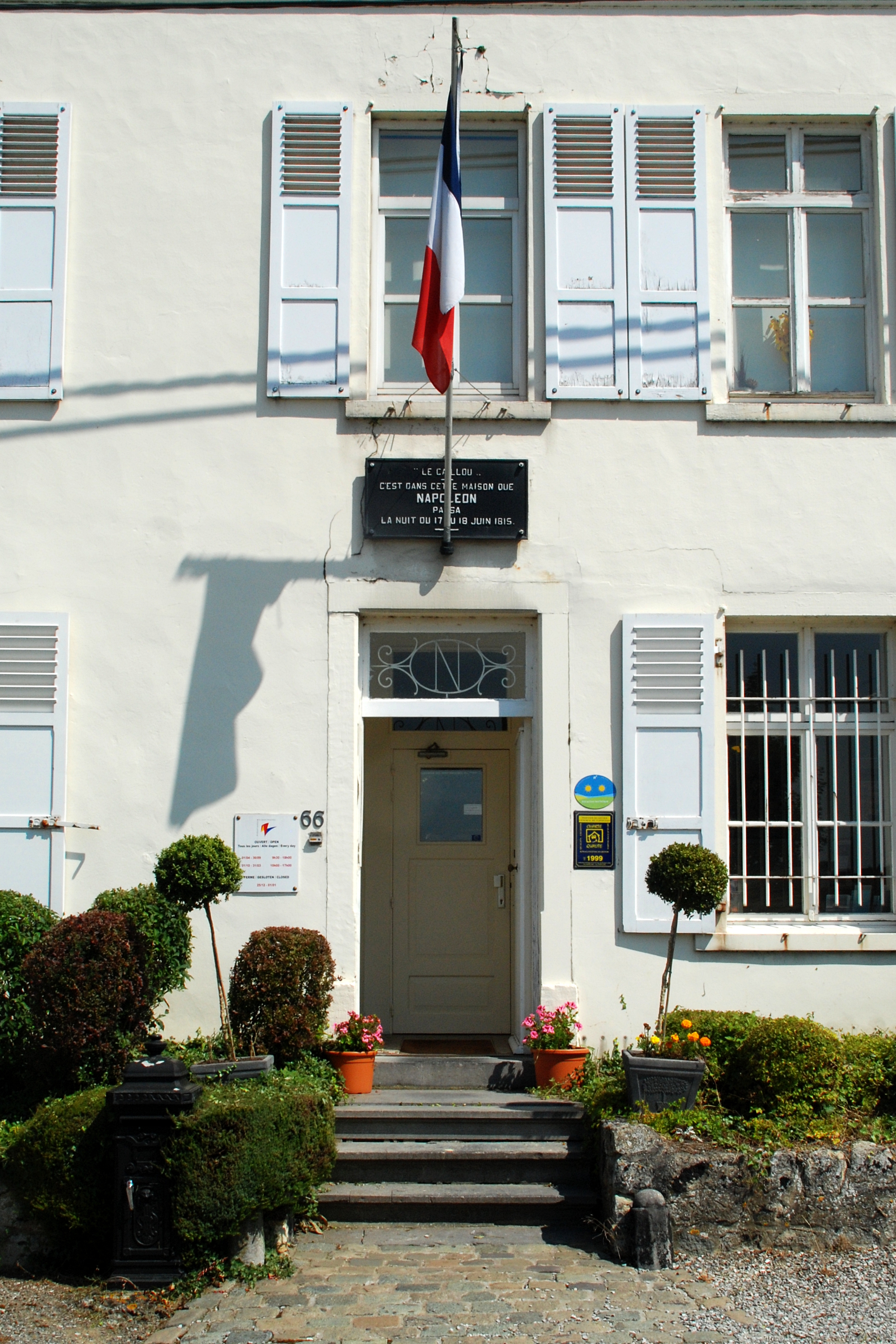
La porte surmontée d'une imposte frappée de la lettre N, de la plaque commémorative et du drapeau français.

Le bâtiment, peint en blanc et recouvert de tuiles orange, présente une façade légèrement asymétrique de sept travées percées au rez-de-chaussée et à l'étage de grandes fenêtres rectangulaires à meneau et traverse de bois.
La porte d'entrée, légèrement décentrée, occupe la troisième travée à gauche. Abritée sous un petit porche protégé par une fenêtre d'imposte ornée d'une lettre N en fer forgé inscrite dans un ovale, elle est surmontée du drapeau français et d'une plaque affichant :
Le Caillou

C'est Dans Cette Maison Que

Napoléon

Passa

La Nuit du 17 au 18 juin 1815

### Musée
Les collections du musée sont réparties sur cinq salles qui reconstituent l'atmosphère de l'époque : une collection d'armes, de médailles et de maquettes à la gloire de l'empire, des meubles et des objets de l'époque (effets personnels, vaisselle de voyage de Napoléon), des documents d'archives et des diaporamas retracent la campagne de Belgique de 1815.
La salle des aides de camp présente une exposition d'armes et de plans de bataille de Waterloo. La chambre montre un modèle du lit de camp pliable utilisé en campagne par Napoléon, son bureau, ses portraits et bustes en marbre. La salle à manger expose des documents et une reproduction de son masque mortuaire. Dans une salle annexe, une vitrine présente le squelette d'un hussard français tué à la bataille et un grand tableau de François Flameng représentant le maréchal Ney chargeant à la tête de la cavalerie. La cinquième salle accueille des expositions temporaires.
Sa fréquentation en 2012 a été de 7 829 entrées.
En vue du bicentenaire de la bataille, des travaux de rénovation sont en cours et un projet de nouvelle scénographie est à l'étude.

### Jardin, statue et ossuaire
Dans le jardin du musée, se dresse une statue de Napoléon, œuvre du sculpteur Luigi di Quintana Bellini Trinchi en 2002.
Le jardin abrite également un petit édifice de brique, ossuaire édifié en 1912 pour rassembler des ossements retrouvés dans les champs avoisinants lors de travaux et de fouilles. Il s'agit d'un des très rares édifices funéraires du site de Waterloo.

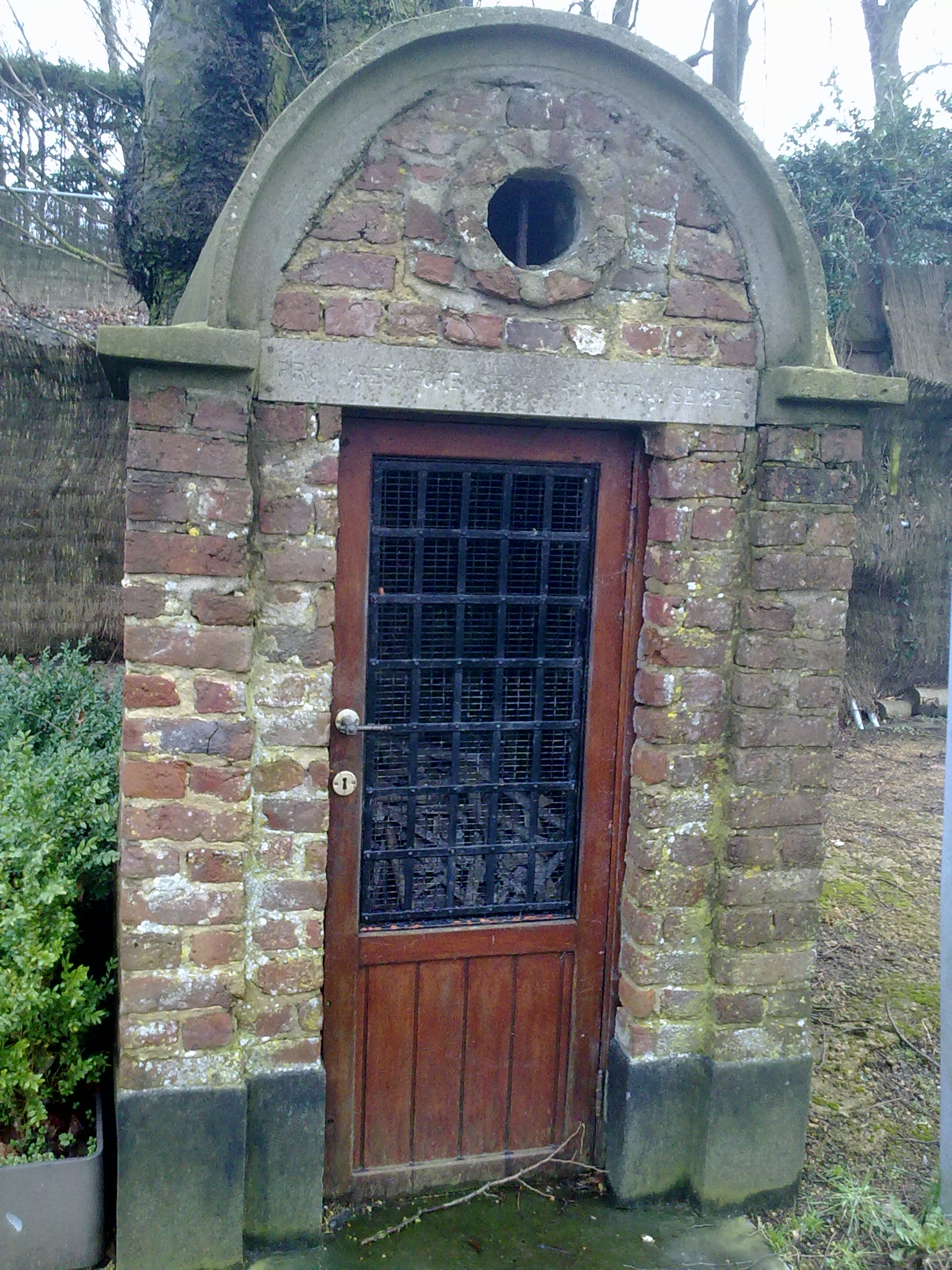
Ossuaire édifié en 1912 dans le jardin.
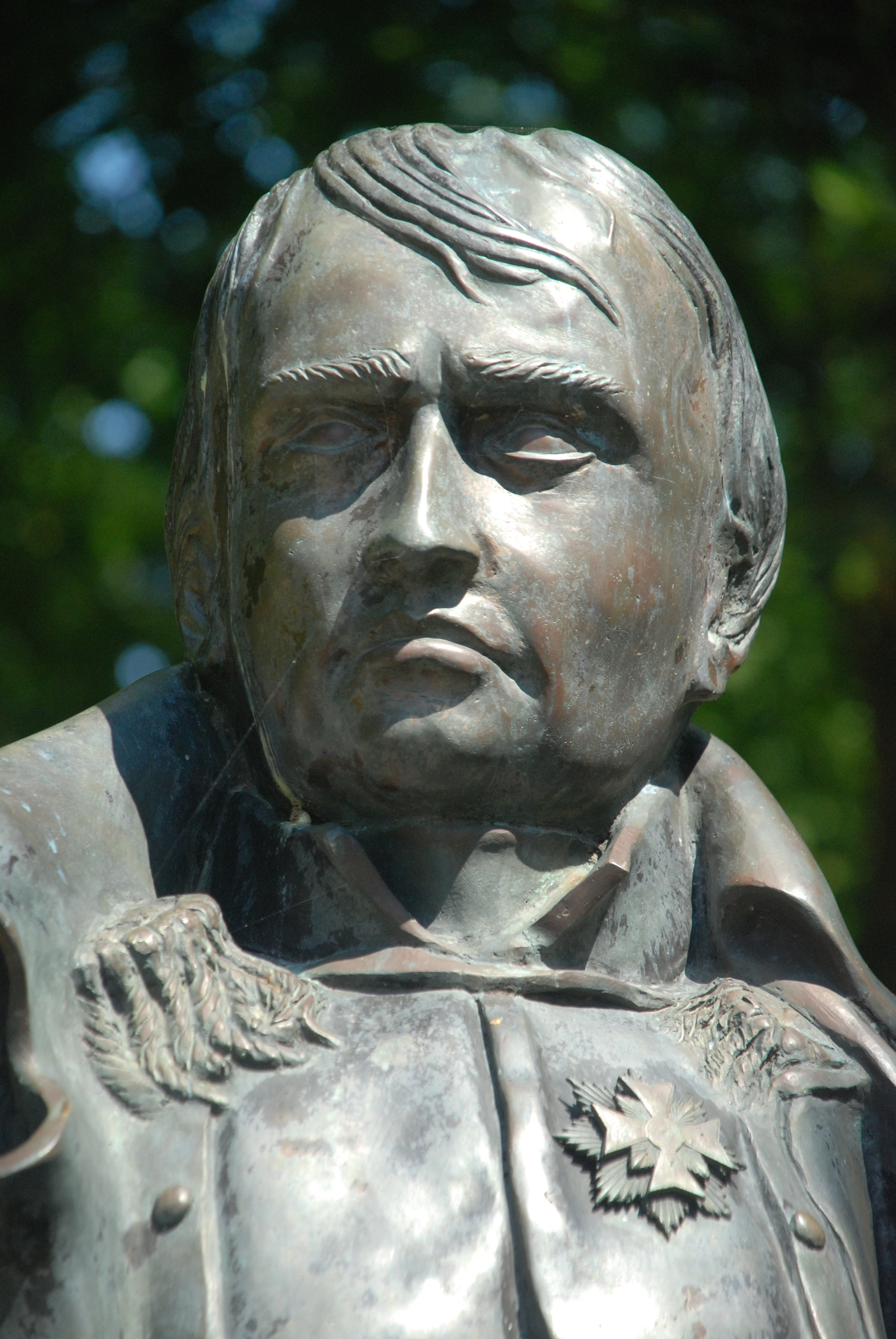
La statue de Napoléon érigée dans le jardin du musée.

## Reconstitutions

### Bivouac napoléonien
Chaque année, le verger de la Ferme du Caillou accueille un bivouac qui regroupe un millier de figurants en uniforme venant de huit pays différents, reconstitution du bivouac du 1er bataillon du 1er régiment de chasseurs à pied de la Garde impériale.
Les « Français » s'installent au verger du Caillou tandis que les « Alliés » sont basés au pied de la butte du Lion ou dans le verger de la ferme d'Hougoumont.
Ce bivouac se déroule le week-end du 18 juin ou le week-end le plus proche de cette date.
En 2013, le site accueillait son 14e bivouac napoléonien.

### Scène du dernier repas de l'empereur
Le 21 juin 2014, la scène du dernier repas pris par Napoléon à la veille de la bataille de Waterloo a été reconstituée au domaine provincial du Dernier Quartier général de Napoléon.
Sous la tente impériale, l'état-major de Napoléon a pris un repas composé d'une soupe, d'une bouchée à la reine, d'une friture de
rougets et de poulet Marengo.

## Expositions
- « Lorsque la couleur rejoint le trait », exposition de bande dessinée de Liliane Funcken et Fred Funcken (22 septembre au 31 décembre 2014)[13]